# Мальчики краше цветов
Boys Over Flowers (кор. 꽃보다 남자 Ккот пода намджа, «Лучше мальчики, чем цветы») — южнокорейский телесериал (дорама), экранизация японской манги Hana Yori Dango. Его премьера состоялась 5 января 2009 года на корейском телеканале KBS2TV, и после 25 серий показ был завершён 31 марта того же года. Сериал является третьей по счёту адаптацией оригинальной манги в виде фильма, ему предшествовали тайваньская («Сад падающих звезд») и японская (Hana Yori Dango) версии. Корейскую дораму показывали телеканалы на Филиппинах, в Казахстане, в Сингапуре, на Тайване, в Гонконге, Индонезии, Таиланде, Вьетнаме, Канаде, Кыргызстане и Израиле.

## Сюжет
Гым Чан Ди, школьница из бедной семьи, случайно оказавшись в экстренной ситуации, спасает жизнь ученика элитной школы Шинхва, которую посещают дети богатейших и влиятельнейших лиц Кореи. Поскольку скандал попал в СМИ, руководство школы, приняв «совет» матери Гу Джун Пё — члена семьи попечителя и основателя школы (деда Джун Пё), принимает Чан Ди в качестве ученицы. В школе заправляет всем группа из четырёх властных и мегапопулярных старшеклассников, именуемая F4. Заступившись за свою новую (и единственную) подругу, Чан Ди с её бунтарской сущностью вызывает на себя гнев F4, что влечет травлю всей школой. Главарь F4, Гу Джун Пё, чья власть прикрывает его реальную беззащитность, грубость — ранимость, безапелляционность — почти полное одиночество, постепенно влюбляется в Чан Ди, однако для её завоевания ему придется преодолеть не только вызванные им отвращение и презрение, но и искреннюю симпатию, которую питает Чан Ди к другому члену F4, Юн Джи Ху.

## В ролях
- Ку Хе Сон — Гым Чан Ди (кор. 금잔디).
- Ли Мин Хо — Гу Джун Пё (кор. 구준표).
- Ким Хён Джун — Юн Джи Ху (кор. 윤지후).
- Ким Бом — Со И Джон (кор. 소이정).
- Ким Хен Джун — Сон У Бин (кор. 송우빈).

## Показ
- Филиппины — начало показа 11 мая 2009
- Малайзия — начало показа 16 декабря 2009
- Тайвань — начало показа 10 мая 2009
- Сингапур — начало показа 16 мая 2009
- Индонезия — начало показа 1 июня 2009
- Таиланд — начало показа 4 июля 2009
- Вьетнам — начало показа 4 июля 2009
- Израиль — начало показа 3 сентября 2010
- США — начало показа 21 августа 2010
- Казахстан — начало показа 5 июня 2011